# Гринвуд (Мисури)
Гринвуд (енгл. Greenwood) град је у америчкој савезној држави Мисури.

## Демографија
По попису из 2010. године број становника је 5.221, што је 1.269 (32,1%) становника више него 2000. године.
| Група             | 2000.         | 2010.         |
| Белци             | 3.700 (93,6%) | 4.669 (89,4%) |
| Афроамериканци    | 89 (2,3%)     | 265 (5,1%)    |
| Азијати           | 18 (0,5%)     | 27 (0,5%)     |
| Хиспаноамериканци | 83 (2,1%)     | 175 (3,4%)    |
| Укупно            | 3.952         | 5.221         |